# Vechigen
Vechigen ist eine politische Gemeinde im Verwaltungskreis Bern-Mittelland des Kantons Bern in der Schweiz.

## Geographie

Luftbild von Sinneringen aus 200 m von Walter Mittelholzer (1925)

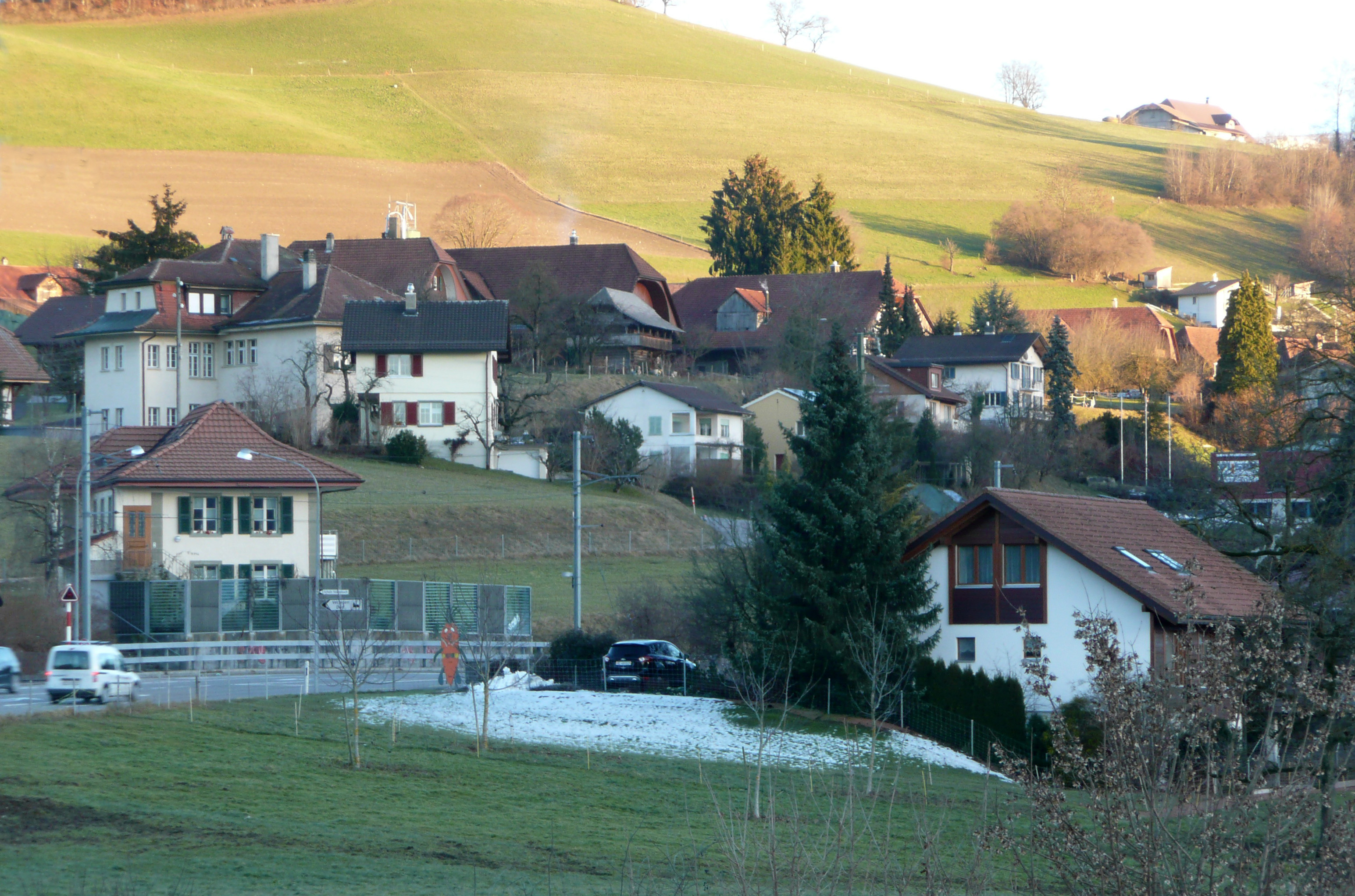
Teil von Vechigen, links eines der Schulhäuser

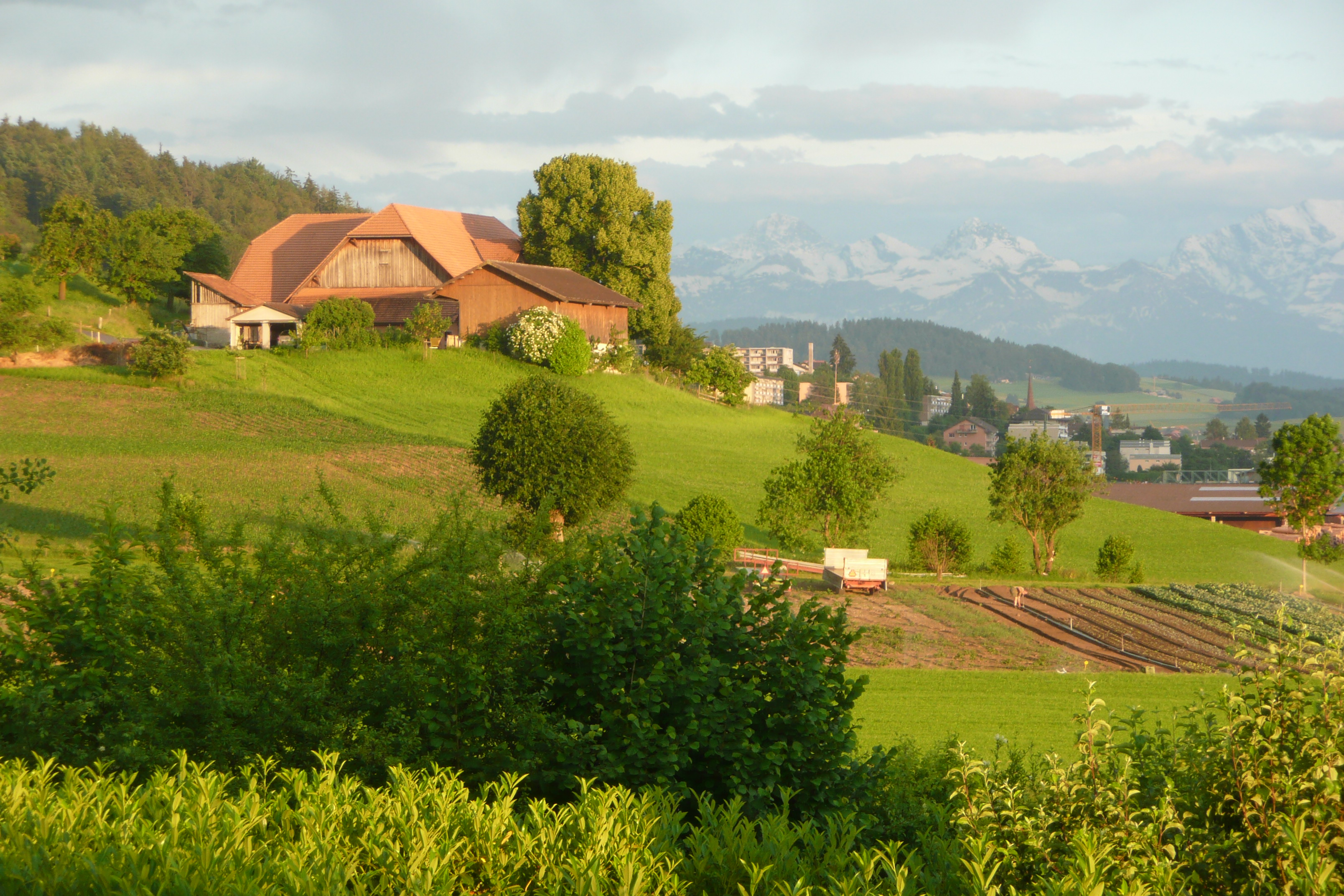
Vechigen, Bauernhaus, im Hintergrund Sicht auf Worb

Die Gemeinde Vechigen liegt ca. 10 km östlich der Schweizer Bundesstadt Bern. Zu ihr gehören die Dörfer Boll/Sinneringen, Vechigen, Lindental, Dentenberg, Utzigen, Littewil, Radelfingen und Lauterbach. Nachbargemeinden sind Bolligen, Hasle bei Burgdorf, Krauchthal, Muri bei Bern, Oberburg BE, Stettlen, Walkringen und Worb.
Das Dorf Vechigen liegt leicht abseits der Hauptverkehrsachse. Höchster Punkt der Gemeinde ist der Schönbrunnenchnubel mit 956 m ü. M. Tiefster Punkt ist die Worble mit 550 m ü. M. Ausflugsorte sind unter anderem der Bantiger bei Ferenberg und die Mänziwilegg ob Utzigen sowie die Kirche in Vechigen.

## Politik
Gemeindepräsidentin ist seit 2025 Nadia Lützelschwab (FDP, Stand 2025).
Bei den Nationalratswahlen 2023 betrugen die Wähleranteile in Vechigen (in Klammern die Veränderung im Vergleich zu den Wahlen 2019 in Prozentpunkten): SVP 30,59 % (−0,13), SP 17,59 % (+3,96), glp 12,13 % (+0,70), Mitte 10,81 % (−0,41), FDP 9,92 % (−1,00), Grüne 9,55 % (−2,59), EVP 3,64 % (−0,83), EDU 2,19 % (+1,09), Weitere 3,58 % (−0,80).

## Wirtschaft

### Verkehr
Vechigen hat zwei Bahnhöfe an der Bahnstrecke Worb Dorf–Worblaufen, einer Meterspurbahn der RBS. Der Bahnhof Boll-Utzigen befindet sich im Zentrum von Boll, der Bahnhof Vechigen unterhalb der Kirche. Die Linie S7 der S-Bahn Bern führt nach Worb und nach Bern. Daneben besteht eine Postautoverbindung in die höher gelegenen Orte der Gemeinde. In den Nächten Fr/Sa und Sa/So verkehrt zudem die Nachtbuslinie M2 (Moonliner) von Bern nach Boll-Utzigen, Bahnhof.

## Wasserversorgung
Per 1. Januar 2015 schloss sich Vechigen dem Wasserverbund Region Bern an.

## Sehenswürdigkeiten
- Ortsmuseum bei der Kirche
- Kirche Vechigen
- Schlössli Sinneringen: Der Landsitz über dem Dorf war im Besitz der Dünki, dann der von Diesbach; Hans Rudolf von Diesbach liess 1729 das sog. Schlössli errichten. Später besassen es die Freiherren von Bonstetten.
- Schloss Utzigen

## Persönlichkeiten
- Samuel Johann Pauli (1766–1821), Schweizer Erfinder, erfand u. a. das erste von Menschenhand lenkbare Luftschiff der Welt. 1802 hatte er den ersten Entwurf seines «Fliegenden Fisches» (wurde später in England «Flying Dolphin» genannt) gezeichnet, der hundert Jahre später Graf Zeppelin als Vorbild diente.
- Rudolf Schatzmann (1822–1886), Schweizer Pfarrer, Landwirt und Landwirtschaftsfunktionär, lebte in Vechigen und begann dort als Reformer der Landwirtschaft tätig zu werden.
- Carlo Simonelli (* 25. Januar 1970 in Tropea), Gymnasiallehrer, Schriftsteller, Premio Metauros 2012, Preis 2019, Preis XIII Ed. Premio Il Telaio 2019, wohnt in Boll[9][10]